# Tegenocharis tenebrans
Tegenocharis tenebrans är en fjärilsart som beskrevs av Lancelot A. Gozmany 1973. Tegenocharis tenebrans ingår i släktet Tegenocharis och familjen Lecithoceridae. Inga underarter finns listade i Catalogue of Life.